# Волков, Дмитрий Иванович
Дмитрий Иванович Волков (10 мая 1862, село Талдом, Калязинский уезд, Тверская губерния — декабрь 1941, Москва) — купец первой гильдии, почётный гражданин города Талдом.

## Биография
Родился в семье зажиточного крестьянина-башмачника.
Получил домашнее образование, помогал семье в торговле.
В 1875 году пришёл пешком в Москву поступать в монастырь, но был возвращён отцом.
В 1881 году обвенчан с Марией Игнатьевной Шлихуновой. Их дети: Зинаида и Мария.
В 1887 году начал самостоятельную коммерческую деятельность в торговых предприятиях отца в сёлах Талдом и Кимры. В 1893 году официально стал их собственником.
Член Калязинского земского собрания и Талдомских участкового раскладочного по промысловому налогу (1894—1916) и по государственному налогу с недвижимых имуществ (1912) присутствий.
Купец первой гильдии (кожевенное дело), владелец усадьбы (ныне Талдомский историко-литературный музей) и магазина в Талдоме, почётный гражданин города. Жертвовал крупные суммы на храмы Михаила Архангела в Талдоме и святого Александра Невского в селе Великий Двор, на строительство и содержание школы, больницы, богадельни, торговых рядов, пожарной каланчи. В 1914 году отдал под лазарет свой второй дом.
В 1917 году член земской управы, участник чрезвычайного Тверского епархиального съезда и депутации в Синод по делу об удалении архиепископа Серафима (Чичагова) с кафедры. Член Поместного Собора Православной Российской Церкви по избранию как мирянин от Тверской епархии, член II, III, V, VII отделов, участвовал в 1-й сессии, сложил полномочия в январе 1918 года.
В апреле 1918 года председатель второго съезда уполномоченных Совета крестьянских и рабочих депутатов в Талдоме.
Осенью 1918 года переехал в Москву, жил на улице Малая Никитская (дом 29, квартира 14).
В 1920-х годах владелец торгового предприятия.
В начале 1930-х годов сослан в Калинин. После возвращения работал в московской артели «Красный обувщик».
Похоронен на 4-м участке Новодевичьего кладбища в Москве.
Прототип одного из героев романа-сказки М. М. Пришвина «Осударева дорога».

## Сочинения
- Автобиографические записки // сайт «Талдомские хроники» (частично: Октябрь. 2001. № 2. 2001).